# Kyoko Kuroda
Kyoko Kuroda (黒田 今日子, 8 de maig de 1969) és una exfutbolista japonesa.

## Selecció del Japó
Va debutar amb la selecció del Japó el 1989. Va disputar 21 partits amb la selecció del Japó. Ha disputat Copa del Món de 1991.

## Estadístiques
| Selecció del Japó | Selecció del Japó | Selecció del Japó |
| Anys              | Partits           | Gols              |
| ----------------- | ----------------- | ----------------- |
| 1989              | 4                 | 6                 |
| 1990              | 2                 | 1                 |
| 1991              | 11                | 0                 |
| 1992              | 0                 | 0                 |
| 1993              | 0                 | 0                 |
| 1994              | 4                 | 0                 |
| Total             | 21                | 7                 |